# Manchester Arena
El Manchester Arena, actualmente conocido como AO Arena por razones de patrocinio, es un estadio cubierto ubicado en Mánchester, Inglaterra (Reino Unido). El estadio tiene la capacidad de asientos más alta de cualquier lugar cubierto en el Reino Unido y el segundo más grande de Europa con una capacidad de 21 000 espectadores.

## Historia
Fue inaugurado en 1995, y fue patrocinado inicialmente por NYNEX CableComms (un proveedor de televisión por cable británico, que forma parte de la Corporación NYNEX, un proveedor de servicio telefónico en los Estados Unidos) como NYNEX Arena. El estadio tomó su nombre actual en 1998 después de que la marca NYNEX desapareciera como resultado de una fusión con Cable & Wireless Communications en 1997.
El M.E.N. Arena es uno de los estadios interiores más concurridos del mundo. El estadio fue construido para coincidir con la candidatura de Mánchester para albergar los Juegos Olímpicos en 1996 y 2000 (que ganaron Atlanta 1996 y Sídney 2000). Finalmente se utilizó en los Juegos de la Mancomunidad de 2002 para los eventos de boxeo y netball.
Allí se realizaron los combates de artes marciales mixtas UFC 70, UFC 105 y UFC Fight Night: Machida vs. Muñoz. En 2011 se realizó un partido de baloncesto femenino entre Atlanta Dream de la WNBA y la selección británica, en tanto que en 2012 jugaron las selecciones masculinas de Estados Unidos y el Reino Unido.

## Características
El M.E.N. Arena fue uno de los primeros estadios interiores en Europa que se construyera siguiendo el diseño de escenario deportivo tradicional de Norteamérica con 360° de asientos, y es el único terreno en todo el Reino Unido que posee esta característica (el O2 Arena de Londres también cuenta con 360° de asientos, pero solo en su nivel más bajo, mientras que el MEN Arena lo tiene en ambos niveles). Otros lugares de Europa de pista cubierta construida para el mismo concepto son el Lanxess Arena en Colonia, el Arena Zagreb de Zagreb, Spaladium Arena de Split, el Kombank Arena de Belgrado, el O2 Arena de Praga, Mercedes-Benz Arena de Berlín y el O2 de Londres.

## Atentado de mayo de 2017
El 22 de mayo de 2017, al finalizar el concierto de Ariana Grande en el Manchester Arena, hubo dos explosiones alrededor de las 22:35 hora de verano británica (UTC+1), causando al menos 22 muertos y 60 heridos.

### Reapertura

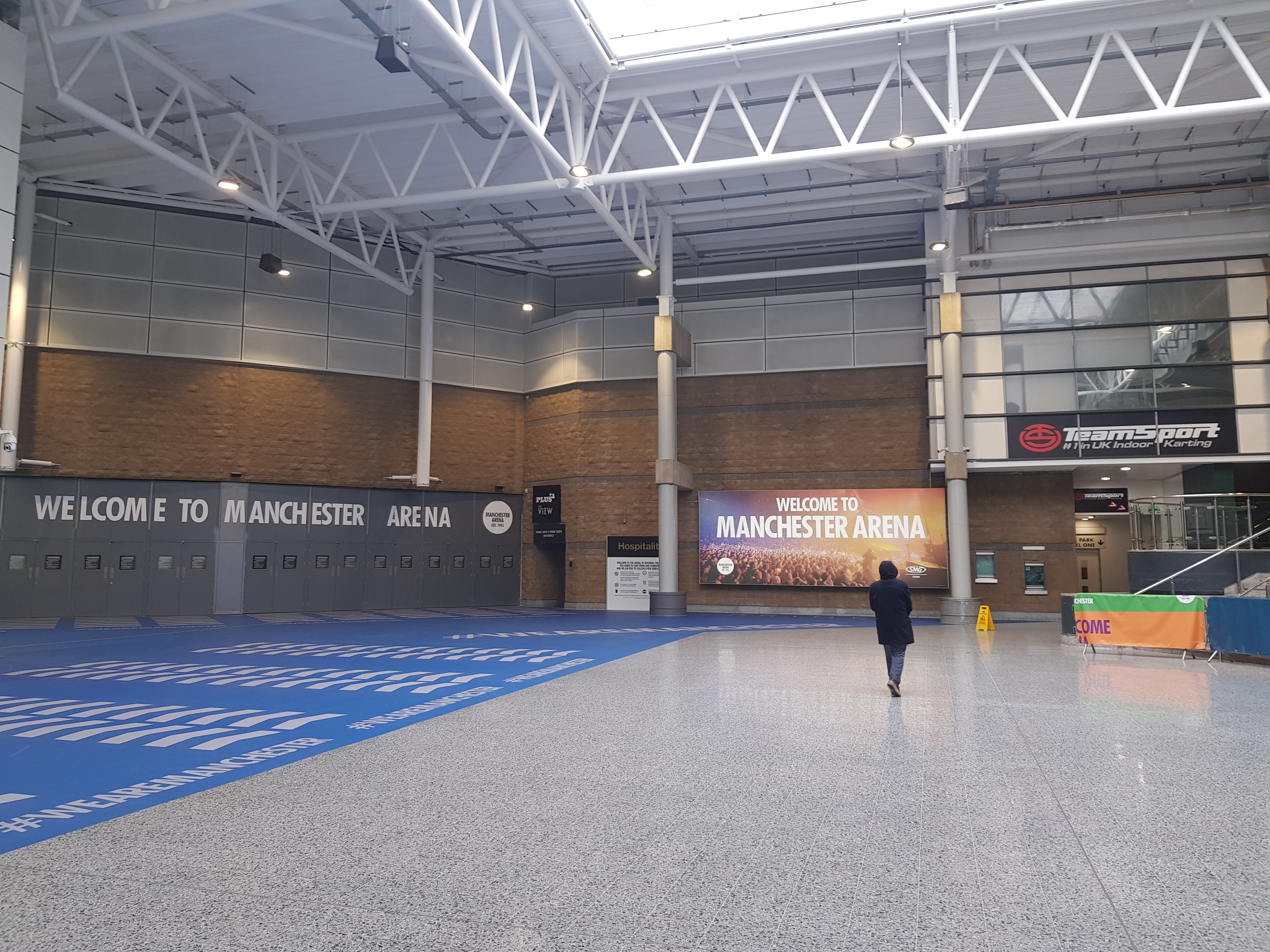
El vestíbulo 'City Room' del Manchester Arena. Foto tomada en 2020 tras la finalización de las obras de renovación.

El 14 de junio de 2017, se confirmó que la arena permanecería cerrada hasta septiembre, con los conciertos programados cancelados o trasladados a otros lugares. El 9 de septiembre de 2017, la arena volvió a abrir con un concierto benéfico con Noel Gallagher y otros actos asociados con el Noroeste. Esto fue transmitido en vivo por BBC Radio Manchester, Key 103 y Radio X.